# Ciclismo ai X Giochi del Mediterraneo
Le competizioni di Ciclismo ai X Giochi del Mediterraneo si svolsero lungo un percorso cittadino appositamente allestito per i Giochi.
Per questo sport furono organizzate le seguenti prove:
- Prova individuale in linea (solo maschile) con un percorso di 170 chilometri;
- Prova a squadre a cronometro (solo maschile), con un percorso di 100 chilometri

per un totale di due medaglie d'oro messe in palio.

## Medagliere
| Pos.   | Nazione | Oro | Argento | Bronzo | Totale |
| ------ | ------- | --- | ------- | ------ | ------ |
| 1      | Italia  | 2   | 0       | 1      | 3      |
| 2      | Spagna  | 0   | 1       | 1      | 2      |
| 3      | Francia | 0   | 1       | 0      | 1      |
| Totale | Totale  | 2   | 2       | 2      | 6      |

## Sommario degli eventi
| Evento               | Oro        | Prestazione | Argento      | Prestazione | Bronzo            | Prestazione |
| Ciclismo su strada   |            |             |              |             |                   |             |
| Corsa in linea       | Luca Gelfi | 4h48'31"    | Eduardo Ruiz | a 1"        | Fabrizio Bontempi | a 47"       |
| Cronometro a squadre | Italia     | 2h14'22"    | Francia      | a 51"       | Spagna            | a 6'06"     |